# Neochmia
Neochmia – rodzaj ptaków z podrodziny mniszek (Lonchurinae) w rodzinie astryldowatych (Estrildidae).

## Zasięg występowania
Rodzaj obejmuje gatunki występujące w Australii i na Nowej Gwinei.

## Morfologia
Długość ciała 11–13 cm; masa ciała 8,4–14,6 g.

## Systematyka

### Etymologia
- Neochmia: gr. νεοχμια neokhmia „innowacja, zjawisko”[5].
- Aegintha: gr. αιγινθος aiginthos (forma od αιγιθος aigithos) „mityczny ptak” wspomniany przez Arystotelesa, Pliniusza i innych autorów, być może zięba, ale nadal nie zidentyfikowany. W czasach nowożytnych powiązane z różnymi małymi ptakami (np. trznadel, dzwoniec)[6]. Gatunek typowy: Fringilla temporalis Latham, 1801.

### Podział systematyczny
Do rodzaju należą następujące gatunki:
- Neochmia temporalis (Latham, 1801) – krasnogonek czerwonobrewy
- Neochmia phaeton (Hombron & Jacquinot, 1841) – krasnogonek szkarłatny